# NGC 4308
NGC 4308 est une galaxie elliptique naine relativement rapprochée et située dans la constellation de la Chevelure de Bérénice. NGC 4308 a été découverte par l'astronome américain Truman Safford en 1868.

## Caractéristiques

### Distance
Sa vitesse par rapport au fond diffus cosmologique est de 918 ± 20 km/s, ce qui correspond à une distance de Hubble de 13,5 ± 1,0 Mpc (∼44 millions d'al).
À ce jour, une mesure non basée sur le décalage vers le rouge (redshift) donne une distance d'environ 9,700 Mpc (∼31,6 millions d'al). Cette valeur est à l'extérieur des valeurs de la distance de Hubble. Cependant, cette galaxie est relativement rapprochée du Groupe local et les mesures indépendantes sont souvent assez différentes des distances de Hubble pour les galaxies rapprochées en raison de leur mouvement propre dans le groupe où l'amas où elles sont situées. Il est donc possible que cette valeur soit plus près de la distance réelle de NGC 4308. Notons que c'est avec les mesures des valeurs indépendantes, lorsqu'elles existent, que la base de données NASA/IPAC calcule le diamètre d'une galaxie.

## Groupe de NGC 4631 et de NGC 4725
Selon A.M. Garcia, la galaxie NGC 4308 fait partie d'un groupe de galaxies qui compte au moins 14 membres, le groupe de NGC 4631. Les autres membres sont NGC 4150, NGC 4163, NGC 4190, NGC 4214, NGC 4244, NGC 4395, NGC 4631, NGC 4656, IC 779, MCG 6-28-0, UGC 7605, UGC 7698, UGCA 276.
D'autre part, NGC 4308 fait aussi partie d'une autre groupe décrit dans un article publié en 1998 par Abraham Mahtessian. Il s'agit du groupe de NGC 4725, la galaxie la plus brillante de ce groupe qui compte 16 membres.
Selon Mahtessian, quatre des galaxies du groupe de NGC 4631 (NGC 4163, NGC 4190, NGC 4214 et NGC 4244) font partite du groupe de NGC 4214, la galaxie la plus brillante. Mahtessian mentionne le groupe de NGC 4631, mais il n'y figure que cinq galaxies. En plus de NGC 4935, de NGC 4631 et de NGC 4656, deux autres galaxies non présentent dans la liste de Garcia y figurent, soit NGC 4509 et NGC 4627 qui occupent les deux dernières rangées du tableau.
Certaines galaxies du groupe de NGC 4725 font partie d'autres groupes décrits dans l'article de Garcia. Les frontières entre les groupes ne sont pas clairement établies et dépendent des critères de proximité utilisés par les auteurs.